# Siergiej Antipow
Siergiej Anatoljewicz Antipow, ros. Сергей Анатольевич Антипов (ur. 15 maja 1974 w Taszkencie, Uzbecka SRR) – kazachski hokeista pochodzenia uzbeckiego, reprezentant Kazachstanu.

## Kariera
- Torpedo Ust-Kamienogorsk (1990–1996)
- Sibir Nowosybirsk (1996–1998)
- STS Sanok (1998)
- Podhale Nowy Targ (1998–1999)
- Unia Oświęcim (1999–2000)
- Kazcynk-Torpedo (2000–2003)
- Jenbiek Ałmaty (2003–2004)

Występował wiele lat w macierzystym klubie Torpedo, a ponadto w drużynach polskich (w pierwszej części sezonie 1998/1999 w Sanoku - wraz z nim jego rodak Andriej Pruczkowski, następnie w Podhalu) i w Jenbieku wraz z nim występował jego rodak, Aleksandr Artiomienko.
W barwach Kazachstanu uczestniczył w turniejach mistrzostw świata 1995, 1996 (Grupa C), 2000 (Grupa B), 2001, 2002 (Dywizja I).

## Sukcesy
Reprezentacyjne
- Awans do mistrzostw świata Grupy B: 1996

Klubowe
- Złoty medal mistrzostw Kazachstanu: 1993, 1994, 1995, 1996, 2001, 2002, 2003 z Torpedo
- Brązowy medal mistrzostw Polski: 1999 z Podhalem
- Złoty medal mistrzostw Polski: 2000 z Unią Oświęcim